# Au bout de la nuit 2
Pour les articles homonymes, voir Au bout de la nuit.
Série
Au bout de la nuit
(2008)
Pour plus de détails, voir Fiche technique et Distribution.
Au bout de la nuit 2 (Street Kings 2: Motor City) est un film américain réalisé par Chris Fisher et sorti directement en vidéo en 2011. C'est la suite de Au bout de la nuit de David Ayer sorti en 2008. Ce film n'emprunte cependant que le titre de son prédécesseur car ici, l'intrigue de ne se déroule plus à Los Angeles mais à Détroit et aucun personnage n'y est repris. Seul l'acteur Clifton Powell est présent dans les deux films mais dans deux rôles différents.

## Synopsis
Marty Kingston est un inspecteur des narcotiques de la Detroit Police Department. Sous couverture, il se fait tirer dessus lors d'un deal durant une fusillade pour sauver la vie de son coéquipier, Sal Quintana. Après la mort de ce dernier, Marty doit faire équipe avec un jeune officier, Dan Sullivan, pour enquêter sur une série de meurtres de policiers.

## Fiche technique
Sauf indication contraire, les informations mentionnées dans cette section peuvent être confirmées par la base de données cinématographiques IMDb,  présente dans la section « Liens externes ».
- Titre français : Au bout de la nuit 2
- Titre original : Street Kings 2: Motor City
- Réalisation : Chris Fisher
- Scénario : Ed Gonzalez et Jeremy Haft
- Musique : Jonathan « Jon » Sadoff
- Directeur de la photographie : Marvin V. Rush
- Montage : Miklos Wright
- Décors : Russell M. Jaeger
- Costumes : Roemehl Hawkins
- Producteur : Ash R. Shah

Coproducteur : Todd King
- Société de production : Silver Nitrate
- Distribution en vidéo :

 États-Unis : 20th Century Fox Home Entertainment
 France : Fox Pathé Europa
- Genre : action, policier
- Dates de sortie vidéo :
  - États-Unis : 19 avril 2011[1]
  - France : 7 septembre 2011[2]
- Classification[3] :
  - États-Unis : R - Restricted
  - France : interdit aux moins de 12 ans

## Distribution
- Ray Liotta (VF : Emmanuel Jacomy ; VQ : Daniel Picard) : Marty Kingston
- Clifton Powell (VF : Julien Kramer ; VQ : François L'Écuyer) : l'inspecteur Tyrone Fowler
- Kevin Chapman : l'inspecteur Jimmy Rogan
- Inbar Lavi (VQ : Aurélie Morgane) : Leilah Sullivan
- Charlotte Ross : Beth Kingston
- Stephanie Cotton : Sonyia Rogan
- Linda Boston : le capitaine Walker
- Corey Emanuel Wilson (VQ : Renaud Paradis) : Bones
- Jack Moore (VF : Gilbert Lévy) : le sergent Harrison Clark
- Tiren Jhames : Lloyd Shunt
- Tim Holmes : Mikey
- Joe Tinpan : Omid
- Sidi Henderson : le chef du labo technique
- Otis Youngsmith : Hank
- Ele Bardha : le sergent Tomic
- Lisa Lauren Smith : Landlord
- Shawn Hatosy (VQ : Louis-Philippe Dandenault) : l'nspecteur Dan Sullivan